# Maassluis (schip, 1982)
De Maassluis was een chemicaliëntanker van rederij Nedlloyd die op 15 februari 1989 in een zware storm (windkracht 10) verging voor de rede van de Algerijnse havenstad Skikda aan de Middellandse Zee. Zevenentwintig opvarenden kwamen om, waaronder de echtgenotes van de kapitein en de hoofdwerktuigkundige. Slechts twee bemanningsleden overleefden. Eerste stuurman Peter Korsen werd voor zijn optreden postuum bevorderd tot kapitein.
Het was de tot dan toe grootste maritieme ramp voor de Nederlandse vloot sinds de Tweede Wereldoorlog.

## Schipbreuk
De Maassluis zou de volgende ochtend de haven van Skikda binnenlopen om lading aan boord te nemen. Om die reden had de kapitein het schip vlak voor de havenhoofden ten anker gelegd. In de loop van de avond stak een zware en aanlandige storm op, waardoor het schip vlak voor de havenhoofden aan lagerwal lag. Rond 23:00 uur besloot de kapitein, met hulp van de eerste stuurman, om met de motoren op volle kracht de ankerplaats te verlaten en de veiligheid van open zee op te zoeken. Twee Indonesische matrozen werden naar het voordek gestuurd om het anker te lichten maar werden door de hoge golven en harde wind overboord geslagen. Het lukte hen echter om met slechts lichte verwondingen de kust te bereiken.
Bij een windkracht van 10 op de schaal van Beaufort en een golfhoogte van 9 tot 12 meter sloeg de Maassluis rond 23:30 uur op de pier, waarbij de schroef werd beschadigd. Het schip werd heen en weer gesmeten en brak volledig op. Behalve de twee overboord geslagen matrozen overleefde niemand de schipbreuk, van slechts vier van de 27 opvarenden werden stoffelijke resten teruggevonden.
De Raad voor de Scheepvaart stelde een onderzoek in en oordeelde dat met de keuze van de ankerplaats een groot risico was genomen, dat was verzuimd de ketting van het stuurboordanker voldoende lengte te geven waardoor het anker ging krabben, en dat vervolgens verzuimd was het bakboordanker uit te brengen, hoewel hiervoor voldoende tijd was.

## Gedenkteken
Ter herinnering aan de ramp werd in het hal van het Nedlloyd gebouw in Rotterdam een gedenkteken geplaatst. Toen het daar weg moest omdat P&O Nedlloyd door Maersk werd overgenomen werd het in 2008 in de Groote Kerk van Maassluis geplaatst.